# Bartolomeo Dusi
Bartolomeo Dusi (Cologna Veneta, 1º giugno 1866 – Torino, 29 dicembre 1923) è stato un giurista italiano.

## Biografia
Nacque nel 1866 a Cologna Veneta, figlio di Chiara Dal Ge' e Michelangelo Dusi.
Frequentato il ginnasio e il liceo a Vicenza, divenne studente di giurisprudenza all'Università di Padova nel 1885, dove conobbe Vittorio Polacco di cui divenne amico, laureandosi nel 1889 con una tesi sul diritto romano.
Si trasferì a Torino, presso il fratello maggiore, perfezionando i propri studi. Per vivere faceva il traduttore per l'UTET, fino a quando poté pubblicare nel 1891 il suo primo saggio, L'eredità giacente nel diritto romano e moderno, che riscosse successo ed ebbe una rilevante influenza negli anni seguenti. Dusi insegnò dal 1896 per tre anni diritto civile a Urbino, poi a Siena, infine nel 1903 a Modena, dove divenne professore ordinario. Ritornò nel 1918 a Torino, dove scrisse la sua opera più celebre, Istituzioni di diritto civile, di cui nel 1922 uscì solo il primo volume, mentre l'edizione completa fu postuma.
Morì nel 1923 a Torino.

## Opere
- La eredità giacente nel diritto romano e moderno, Torino, F.lli Bocca, 1891.
- Istituzioni di diritto civile, vol. 1, Napoli, Luigi Pierro, 1922.
- Della filiazione e dell'adozione, seconda edizione cominciata dall'Autore e condotta a termine dal prof. Biagio Brugi, Napoli, Eugenio Marghieri, 1924.

## Intitolazioni
- Gli sono state dedicate vie nel comune di Roma[2] e nel comune natale di Cologna Veneta.